# ノミノフスマ
ノミノフスマ （蚤の衾、雀舌草、学名：Stellaria uliginosa var. undulata ）は、ナデシコ科ハコベ属の一年草（越年草）。野原や畑などに生えるハコベのなかまの小さな雑草で、細い茎でやや立ち上がって細い葉をつけ、白い小花を咲かせる。

## 名称
和名ノミノフスマの由来は、漢字で「蚤の衾」と書き、衾（ふすま）とは布団のことで、小さな葉をノミの布団にたとえたものである。また漢名は天蓬草といい、時に雀舌草を当てるが誤りであるとされる。

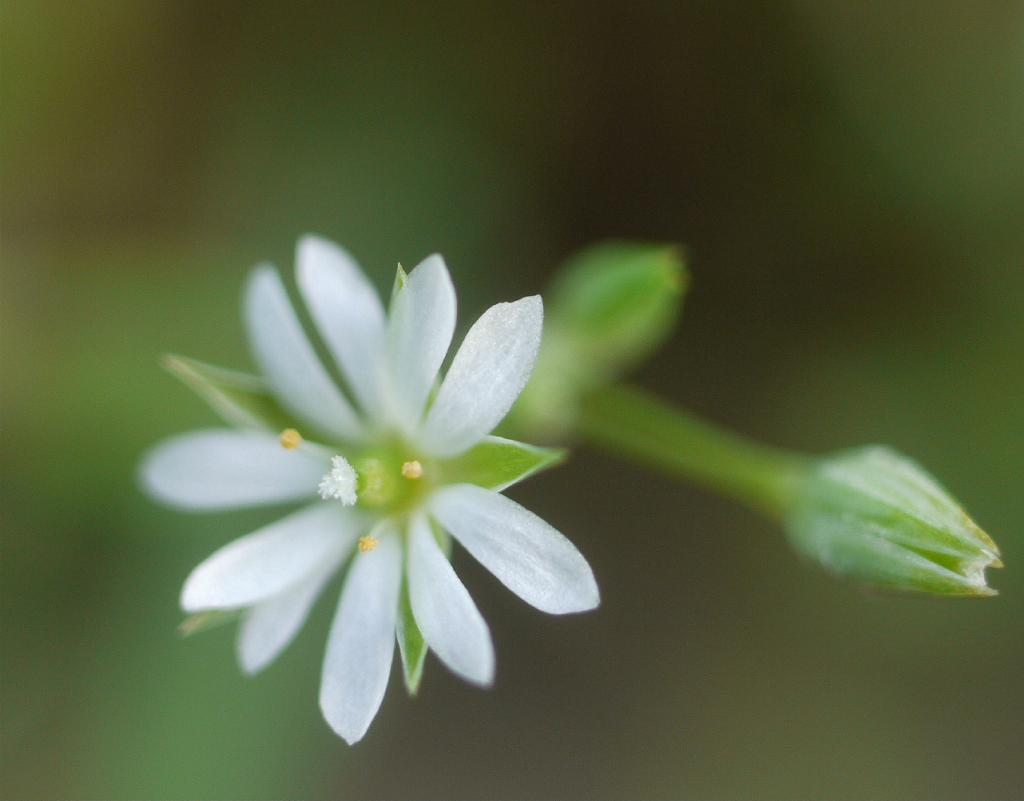
花

## 分布・生育地
日本では北海道から沖縄に分布する。国外では朝鮮半島と中国などに分布する。原名変種（ノミノコブスマ）はヨーロッパから中国東部と北アメリカに分布する。
野原や畑などに生え、やや湿ったところによく生育する。ハコベのように横に這って枝分かれし、密な群落を作ることはなく、多少枝分かれしながらも、立ち上がって伸びる。むしろ個々にはそれほど大きくない草が多数並んで、一面に生えているのをよく見かける。稲作期間外の水田雑草としてもごく普通。春の水田で往々にゲンゲやスズメノテッポウなどの下に一面に生える。雑草であるが、そうはびこるものではない。

## 特徴
いわゆるハコベより一回り小さくか細い草。全体に明るい緑色で無毛。茎は根元が細く、まばらに分枝する。多少根元が横に這うが、あまり広がらずに立ち上がり、草丈は15 - 25センチメートル (cm) ほどある。
対生する葉は柄がなく、長楕円形で長さ8 - 20ミリメートル (mm) 、先端は尖り、縁は多少波打つ。
花期は春から秋にかけて花が咲くが、暖地では冬にも花が見られる。茎の先端に集散花序をつけ、数個の花が着く。萼片は尖って長さ3 - 3.5 mm、花弁はこれより少し長く、真っ白で中央が根元近くまで2裂するため、10弁のように見える。これはハコベ属に共通の特徴で、花を見ればこの植物もハコベの仲間であることがよくわかる。花柱は5個ある。初夏になると次第に閉鎖花をつけるようになる。

## 分類
原名変種に比べ花びらがより長いことで区別される。他のハコベ類はたいてい幅広い葉をつけ、横に這って大きな集団を作るので印象はかなり異なる。
なお、名前の上で似たものにノミノツヅリ Arenaria serpyllifolia L. がある。これはナデシコ科ながら別属である。やはりごくか細い草であるが、対生する葉は幅広く、また花弁は二裂しないので区別できる。